# Chevêchette naine
Glaucidium gnoma
Espèce
Statut de conservation UICN

 LC  : Préoccupation mineure
Statut CITES
La Chevêchette naine (Glaucidium gnoma) est une espèce d'oiseaux de la famille des Strigidae.

## Description
Les chevêchettes naines peuvent avoir un plumage gris, brun ou roux en fonction de leur position géographique. En effet, les individus qui vivent au nord sont plutôt gris, tandis que ceux qui vivent au sud sont plutôt bruns.
Il existe un léger dimorphisme sexuel chez les chevêchettes naines : les mâles ont une longueur d'environ 16,5 cm tandis que les femelles mesurent plutôt 18,5 cm. L'envergure moyenne pour les deux sexes est de 38 cm. Le poids moyen se trouve entre 48 et 73 g.
Ces oiseaux ont une calotte brune parsemée de petites taches blanches. Les sourcils, les lores et le poitrail sont blancs. Le ventre est aussi blanc mais d'épaisses stries brunes le coupent verticalement. Sur la nuque se trouve, comme sur la plupart des chevêchettes, une paire de petites taches noires bordées de blanc qui ressemblent à des yeux. Ces taches sont des ocelles. La queue est plutôt longue, grise à brune et est traversée par 5 à 7 rayures blanchâtres. Le bec, les pattes et l'iris sont jaune pâle. Les serres sont crochues et cendrées.

Les jeunes sont similaires à leurs parents, cependant, ils ont un plumage plus duveteux et sans taches,.

## Répartition

Aire de répartition de la chevêchette naine.

Cette espèce vit dans le sud des États-Unis et au Mexique.

## Comportements

### Habitudes
Les chevêchettes naines chassent principalement le jour ce qui en fait un oiseau diurne, leurs activités se concentrent essentiellement à l'aube et au crépuscule. De plus, leur vol est bruyant et leurs ailes sifflent lorsqu'elles planent. Ces oiseaux doivent donc se fier à leur vision pour chasser.

Les chevêchettes naines ont tendance à s'asseoir et à observer depuis des branches en altitude pour repérer leurs proies. Lorsqu'elles ont localisé une potentielle proie, elles s'élancent en piqué sur elle ou descendent de branche en branche.

### Alimentation
Les chevêchettes naines chassent principalement des insectes, plus rarement de petits oiseaux, de petits mammifères et des reptiles.

### Habitat

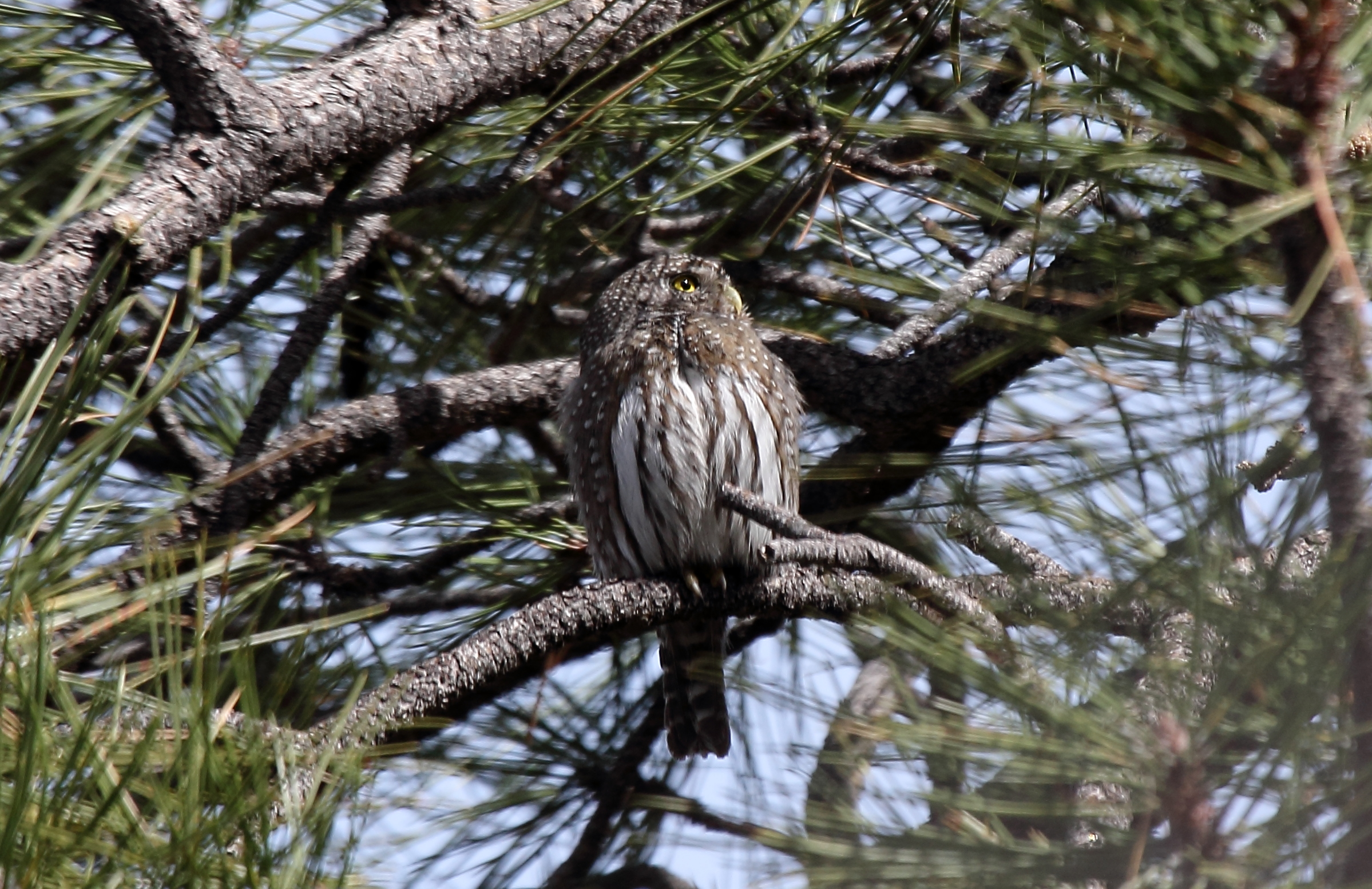
Chevêchette naine au sein d'une forêt de conifères

Ces oiseaux vivent surtout dans des forêts humides de conifères à une altitude comprise entre 1 500 et 2 500 m. Puisque leurs nids sont souvent construits dans de petits trous de pic vert, ces chouettes ont tendance à vivre dans les mêmes lieux que ces pics.

### Reproduction
Les nids sont souvent construits dans de petits trous de pic vert dans les arbres. Les femelles pondent 3 à 7 œufs par saison. La saison de reproduction s'étend d'avril à début juin. Une fois pondus, les œufs sont couvés par la femelle pendant environ 29 jours durant lesquels le mâle ramène de la nourriture au nid et le défend des prédateurs. Environ 2 semaines après leur éclosion, les jeunes atteignent leur taille adulte et quittent le nid vers leur 30ème jour. Les parents continuent de défendre leurs petits 20 à 30 jours après que ceux-ci aient quitté le nid.

## Statut de conservation
L'UICN classe le statut de conservation des chevêchettes naines comme « préoccupation mineure ».

## Taxinomie
Cette espèce a longtemps été considérée comme une sous-espèce de la Chevêchette des Rocheuses (Glaucidium californicum). À la suite des travaux de Howell et Webb en 1995, König et Weick en 2008, puis Howell et Eisermann en 2011, deux sous-espèces sont séparées et désormais considérées comme des espèces à part entière par le Congrès ornithologique international. Ce sont Glaucidium hoskinsii et Glaucidium cobanense. Lorsque ces trois espèces étaient regroupées dans une seule et même espèce, cette dernière était connue sous le nom normalisé CINFO de Chevêchette naine.
Glaucidium gnoma est donc désormais un taxon monotypique, c'est-à-dire qu'il n'est pas constitué de sous-espèce.